# لیپینه (شهرستان خوجژ)
لیپینه (به لاتین: Lipiny) یک روستا در لهستان است که در گمینا مارگونگن واقع شده‌است.